# Brian Ó Néill (König)
Brian Ó Néill (anglisiert Brian O’Neill; † 14. Mai 1260 bei Downpatrick) war ein irischer König, welcher Mitte des 13. Jahrhunderts Widerstand gegen die normannische Invasion von Irland leistete. Von 1258 bis 1260 beanspruchte er den Titel des Hochkönigs von Irland, wobei er allerdings zu keiner Zeit von allen irischen Clans anerkannt wurde.

## Leben
Brian Ó Néill war Sohn von  Niall Ruadh. Um 1241 wurde er König von Tyrone. Zu dieser Zeit weitete das Königreich England seinen Einfluss in Irland kontinuierlich aus. Formell unterstanden viele der irischen Kleinkönigreiche der von Prinz Eduard eingesetzten englischen Regierung in Ulster. Nachdem der Titel des Earl of Ulster Mitte des 13. Jahrhunderts zunächst nicht neu vergeben wurde, bot sich für die unzufriedenen irischen Könige eine Möglichkeit, ihre Autonomie zurückzugewinnen. Die Koalition, der sich jedoch nicht alle irischen Fürsten angeschlossen hatten, versammelte sich 1258 bei Belleek und wählte Brian Ó Néill zum Hochkönig. Im Mai 1260 führte er eine Armee, der insbesondere Truppen aus Connacht und Tyrone angehörten, nach Downpatrick, um die dort lebenden englischen Siedler zu vertreiben. Die Koalitionsarmee der Iren wurde von den englischen Truppen jedoch zerschlagen. Brian Ó Néill fiel in der Schlacht. Sein abgeschlagener Kopf wurde nach London zu König Heinrich III. geschickt.
Brian soll Gill, eine Tochter des westschottischen Adligen Duncan Macdougall geheiratet haben.